# Confino
Il confino di polizia (più semplicemente confino) fu un'istituzione totale intesa come misura di prevenzione, prevista dall'ordinamento giuridico italiano dal 1863 al 1956 (poi sostituito dal foglio di via per i civili dal 1956 e dal soggiorno obbligato per gli imputati di reati di mafia dal 1965 al 1995).
Poteva essere imposto dalle autorità di pubblica sicurezza su denuncia di un privato e anche d'ufficio e anche senza la necessità di un processo regolare e di una condanna per un reato previsto nel codice penale italiano. Venne superato dopo la nascita della Repubblica Italiana per incostituzionalità.
La misura durante il fascismo era simile al Campo per l'internamento civile.

## Storia
Una misura del tipo venne introdotta dalla legge Pica nel 1863 con il nome di domicilio coatto, e successivamente ripreso nella legge Lanza del 1865 e nel testo unico di pubblica sicurezza del 30 giugno 1889, n. 153 confluendo successivamente nel testo unico delle leggi di pubblica sicurezza del 6 novembre 1926 n. 1848. La nuova legge modificava profondamente l'istituto del domicilio coatto assorbendolo nella nuova fattispecie del confino di polizia.
Il testo unico del 1931 divenne la fonte normativa principale che regolava le modalità con le quali si inviava qualcuno al confino. Tale testo prevedeva che potessero essere proposti per il confino coloro i quali risultavano pericolosi per la "sicurezza pubblica o per l'ordine nazionale". Dopo la nascita della Repubblica Italiana fu dichiarato costituzionalmente illegittimo dalla giurisprudenza della Corte Costituzionale; una misura simile - il soggiorno obbligato - venne introdotta nel 1965 per gli imputati dei reati di mafia (e poi abrogata nel 1995 a seguito dei referendum abrogativi di quell'anno).

## Descrizione
Scopo dichiarato del confino era appunto prevenire l'esecuzione di reati da parte di persone ritenute "predisposte", o "sospette", ma che non avessero ancora compiuto veri e propri atti punibili attraverso il carcere vero e proprio. In particolare, si voleva colpire con questa misura il reato associativo, come quello tipico della delinquenza mafiosa.
Il confino tuttavia fu di fatto anche uno strumento di controllo sociale, nei fatti punitivo nei confronti di chiunque avesse comportamenti ritenuti "sconvenienti" o "immorali" ma non punibili attraverso le leggi, per esempio gli omosessuali, dopo che l'Italia ebbe abrogato le leggi che rendevano gli atti omosessuali un reato, o le prostitute o, nel dopoguerra, le persone transessuali. In altre parole, ne fu fatto anche un uso punitivo nei confronti di comportamenti che le leggi non consideravano punibili.
A questo tipo di confino, detto confino comune, si aggiunse durante il periodo fascista il cosiddetto confino politico, irrogato per motivi politici (cioè per impedire la propaganda ostile al regime da parte di persone che non avessero commesso reati contro l'ordine pubblico) e non di prevenzione di reati comuni.

### Procedimento
Qualunque cittadino italiano poteva sporgere una denuncia presso una Questura segnalando un individuo ritenuto dal denunciante pericoloso o potenzialmente pericoloso per la sicurezza pubblica. Il Questore passava la denuncia al Prefetto, il quale rinviava tutto ad una apposita Commissione provinciale presieduta da quest'ultimo, la quale interrogava il denunciato e lo invitava a "presentare discolpe in congruo termine", così da poterne valutare gli addebiti. A questo punto, il denunciato poteva essere mandato al confino tramite ordinanza oppure, qualora la Commissione avesse deciso di non confinare il soggetto, poteva essere diffidato o ammonito dalla Commissione stessa o direttamente dal Questore a cui veniva rinviato il caso.
Nel caso in cui per il soggetto fosse stata decisa la pena del confino, la Commissione mandava al Ministero dell'Interno il fascicolo che lo riguardava con la richiesta di inviarlo in "un comune del Regno diverso dalla residenza abituale, oppure in una colonia di confino". Dopo la decisione della Commissione, la competenza all'irrogazione era della magistratura ordinaria.

## Utilizzo e applicazione

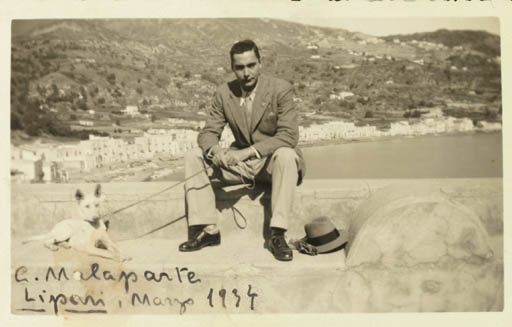
Curzio Malaparte, oggetto di confino a Lipari nel marzo del 1934, con uno dei suoi cani, il levriero Febo.

Durante il fascismo il "confino di polizia" era sostanzialmente presentato come una misura preventiva, e non punitiva, per un reato, che poteva essere utilizzato come strumento per il mantenimento dell'ordine pubblico. Era più grave dell'ammonizione - la quale comportava solo l'obbligo di rendere conto, anche quotidianamente, della propria presenza alle autorità di pubblica sicurezza, ma non l'allontanamento dalla propria città - ma meno grave di una condanna a una pena detentiva, dato che permetteva al condannato di conservare, sia pure nei limiti di spazio prestabiliti, e con alcune limitazioni, la libertà personale.
Tuttavia, nella storia dell'Italia fascista, venne utilizzato con finalità politiche e divenne sinonimo di messa al bando dalla società civile e di reclusione di fatto in remote località della nazione, dove vi erano poche vie di comunicazione. Al confino finirono sia antifascisti che fascisti dissidenti, forzatamente isolati su minuscole porzioni di terra in mezzo al mare (Pantelleria, Ustica, Ventotene, Tremiti, per citare le isole più utilizzate) o in paesi del Sud Italia (ad es. Roccanova, Eboli, Savelli) o del Nord Italia (ad es. Aprica) così da separarli fisicamente, moralmente e socialmente da qualsiasi contatto con il resto del Paese. Il confino aveva una durata massima di 5 anni, che tuttavia potevano essere rinnovabili. Fu applicato anche, dopo l'approvazione delle leggi razziali fasciste del 1938, agli omosessuali, accusati di "attentato alla dignità della razza". I confinati venivano tradotti in tali luoghi come prigionieri e venivano assimilati ai delinquenti, ma erano liberi di circolare sull'isola dove si trovavano.
Per la maggior parte dei casi gli oppositori politici venivano isolati dalla vita sociale, privati del loro lavoro, allontanati dalla famiglia che spesso si trovava a vivere in condizioni di difficoltà. Dopo l'entrata in guerra dell'Italia il sistema del confino politico fu esteso a numerosi luoghi dell'entroterra, dove la scarsa politicizzazione degli abitanti e le difficoltà di collegamento con i centri più importanti, faceva sì che anche questi luoghi fossero simili al confino delle isole. Il trattamento dei confinati politici fu analogo a quello dei numerosi internati, come ad esempio ebrei stranieri e cittadini di stati belligeranti contro il Regno d'Italia.

## Colonie di confino durante il regime fascista
Nel territorio italiano, per periodi diversi, tra il 1926 ed il 1943, funzionarono circa 262 colonie di confino, collocate per la maggior parte nel Sud Italia.
Il numero di persone calcolato nella tabella non vuole essere una stima delle persone che in totale transitarono nelle varie colonie, ma una media delle persone che erano costantemente presenti nelle colonie.
| Numero | Nome del campo                                   | Provincia          | Tipologia confinati | Confinati (stima) | Direttori                                                                                           | Operatività |
| ------ | ------------------------------------------------ | ------------------ | --- | ----------------- | --------------------------------------------------------------------------------------------------- | --- |
| 1      | Lipari                                           | Messina, Sicilia   | Civili e confinati italiani e stranieri (soprattutto jugoslavi); vi fu confinato per qualche mese nel 1934 anche Curzio Malaparte. | 383               | dirigente del commissariato di pubblica sicurezza Giuseppe Geraci                                   | 1926 - 14 luglio 1943 |
| 2      | Lampedusa                                        | Agrigento, Sicilia | Oppositori politici |                   | | 1940 - 1943 |
| 3      | Pantelleria                                      | Trapani, Sicilia   | Oppositori politici |                   | | 1940 - 1943 |
| 4      | Favignana                                        | Trapani, Sicilia   | Oppositori politici |                   | | 1940 - 1943 |
| 5      | Ustica                                           | Palermo, Sicilia   | Omosessuali e civili italiani e jugoslavi. Furono qui confinati personaggi illustri fra cui Ferruccio Parri, Carlo Rosselli e Nello Rosselli, Randolfo Pacciardi, Amadeo Bordiga e Antonio Gramsci                                                                                     | 2065              | Commissario Foresta                                                                                 | giugno 1940 - 21 giugno 1943 |
| 6      | Tremiti                                          | Foggia, Puglia     | Ebrei, "italiani pericolosi" (oppositori politici ma anche pregiudicati per reati comuni, "allogeni" slavi e individui sospettati di spionaggio e di "attività antinazionale"), omosessuali                                                                                            | 1300              | Coviello                                                                                            | 1926 - estate 1943 |
| 7      | Pisticci                                         | Matera, Basilicata | Civili condannati dal Tribunale Speciale e sottoposti a internamento, "italiani pericolosi (oppositori politici, ma anche pregiudicati per reati comuni, "allogeni" slavi e individui sospettati di spionaggio e di "attività antinazionale"), polacchi, ufficiali greci, slavi        | 997               | Eugenio Parrini (da alcuni internati definito fanatico sostenitore del duce e fervente filonazista) | 1940 - 13 settembre 1943 |
| 8      | Ventotene definita anche "cittadella confinaria" | Littoria, Lazio    | Oppositori politici italiani e stranieri, "Italiani pericolosi" (oppositori politici ma anche pregiudicati per reati comuni e individui sospettati di spionaggio e di "attività antinazionale"), tra i quali Sandro Pertini                                                            | 879               | Marcello Guida                                                                                      | 1940 - il 7 agosto 1943 un telegramma firmato da Sandro Pertini, Francesco Fancello, Altiero Spinelli, Pietro Secchia, Mauro Scoccimarro, Ante Balic e Anton Fiauciović fu inviato al nuovo capo del governo. In tale telegramma i deportati di Ventotene reclamavano, in virtù della soppressione del regime fascista, l'immediata liberazione dei detenuti. Il campo fu liberato totalmente alla fine di agosto 1943. |
| 9      | Ponza                                            | Littoria, Lazio    | Campo misto ("ospitava" sia uomini che donne), "comunisti nazionalisti" montenegrini, "intellettuali indesiderabili" serbi, albanesi, greci. Ospitò anche personaggi illustri, fra cui Giorgio Amendola, Lelio Basso, Pietro Nenni, Giuseppe Romita, Umberto Terracini e Tito Zaniboni | 708               | Commissario Attilio Bandini, Sebastiano Vassallo (appartenente all'OVRA)                            | 1939 - 28 agosto 1943 |

## Misure simili nell'Italia repubblicana
Nell'Italia repubblicana l'istituto del confino venne abolito in quanto dichiarato illegittimo a seguito di controllo di legittimità costituzionale poiché in contrasto col principio dell'inviolabilità della libertà personale di cui all'art. 13 della Costituzione della Repubblica, mentre è stato introdotto quello del soggiorno obbligato senza finalità politiche e finalizzato essenzialmente al contrasto del crimine organizzato.